# Titularbistum Columnata
Columnata (ital.: Colonnata) ist ein Titularbistum der römisch-katholischen Kirche.
Es geht zurück auf einen untergegangenen Bischofssitz in der gleichnamigen antiken Stadt, die in der römischen Provinz Mauretania Caesariensis (heute nördliches Algerien) lag.
| Titularbischöfe von Columnata |                                                  |                                                                          |                  |                   |
| Nr.                           | Name                                             | Amt                                                                      | vom              | bis zum           |
| 1                             | Francesco Roberti Titularerzbischof pro hac vice | Kurienerzbischof                                                         | 5. April 1962    | 19. April 1962    |
| 2                             | Enrique Alvear Urrutia                           | Weihbischof in Talca (Chile)                                             | 4. März 1963     | 7. Juni 1965      |
| 3                             | Marcial Augusto Ramírez Ponce                    | Weihbischof in Barquisimeto (Venezuela)                                  | 31. März 1967    | 15. April 1970    |
| 4                             | Pablo Correa León                                | emeritierter Bischof von Cúcuta (Kolumbien)                              | 27. Juli 1970    | 22. Dezember 1970 |
| 5                             | Francisco Raúl Villalobos Padilla                | Weihbischof in Saltillo (Mexiko)                                         | 4. Mai 1971      | 4. Oktober 1975   |
| 6                             | Karl Josef Romer                                 | Weihbischof in São Sebastião do Rio de Janeiro (Brasilien) Kurienbischof | 24. Oktober 1975 | 10. November 2007 |